# Пек Хьон Ман
Пек Хьон Ман (кор. 백현만; 27 січня 1964) — південнокорейський боксер, призер Олімпійських ігор 1988.

## Спортивна кар'єра
1985 року Пек Хьон Ман став чемпіоном Азії в надважкій категорії (понад 91 кг).
1986 року переміг на Азійських іграх, а на чемпіонаті світу 1986 програв в першому бою Алексу Гарсія (США).
1987 року Пек Хьон Ман перейшов у важку категорію (до 91 кг) і став чемпіоном Азії вдруге.
На Олімпійських іграх 1988 завоював срібну медаль.
- В 1/8 фіналу переміг Желько Мавровича (Югославія) — 5-0
- У чвертьфіналі переміг Майка Гайдека (НДР) — RSC 1
- У півфіналі переміг Анджея Ґолоту (Польща) — RSC 2
- У фіналі програв Рею Мерсеру (США) — KO 1

На Азійських іграх 1990 Пек Хьон Ман вдруге став переможцем, після чого завершив виступи.